# Kevin Costner & Modern West
Kevin Costner & Modern West ist eine US-amerikanische Band. Frontmann der Formation ist der Schauspieler Kevin Costner.

## Geschichte
Die Band gründete sich im Jahr 2005. Nachdem die Band ab Oktober 2007 auf ihrer ersten Welttournee unterwegs war, veröffentlichte sie 2008 ihr Debütalbum Untold Truths. Diesem folgte 2010 das Album Turn It On, mit dem die Band wiederum auf Tournee ging. Mit dem neuen Album gelang Kevin Costner & Modern West unter anderem auch im deutschsprachigen Raum der Einstieg in die Album-Charts.
Obwohl die Band häufig als Country-Musik-Band bezeichnet wird, ist ihr Repertoire eher Rockmusik im Stil der 1980er-Jahre.

„Wir haben einfach den Fehler gemacht, das Wort ‚West‘ im Bandnamen zu verwenden. Weshalb die Leute automatisch meinen, es wäre Country. Und unsere Plattenfirma hat bislang nichts dagegen getan, weil man in dieser Branche einfach dazu tendiert, jemanden mit einer knappen Umschreibung zu versehen … Was uns gegenüber nicht fair ist.“

## Diskografie

### Alben
- 2008: Untold Truths
- 2010: Turn It On
- 2011: From Where I Stand
- 2012: Famous for Killing Each Other: Music from and Inspired By Hatfields & McCoys
- 2020: Tales from Yellowstone